# ゲーリー・ホール・ジュニア
ゲーリー・ホール・ジュニア（Gary Wayne Hall Jr、1974年9月26日 - ）は、アメリカ合衆国・オハイオ州シンシナティ出身の競泳選手。1996年アトランタオリンピックから3大会連続してオリンピックに出場、5つの金メダル、3つの銀メダル、2つの銅メダルを獲得した選手である。
ゲーリー・ホール・ジュニアは、父親であるゲーリー・ホール・シニアが1968年メキシコシティーオリンピックから3大会連続してオリンピックに出場した選手であり、さらに母方のおじも1976年モントリオールオリンピックに出場、その父親も1940年代のアメリカの国内チャンピオンになったことがあるという、水泳一家に生まれ育った。

## 経歴

### アトランタオリンピック（1996年）
21歳で迎えたアトランタオリンピックでは、まだ6年しか競技歴がなかったにもかかわらず、優勝候補であるロシアのアレクサンドル・ポポフのライバルとして見られていた。
ホールと、アメリカチームはリレー種目で他を圧倒し、400mリレー、400mメドレーリレーとも世界新記録（当時）で金メダルを獲得。しかし、50m自由形、100m自由形の個人種目では、両種目ともポポフの前に銀メダルに終わった。
1999年に、ホールは若年性糖尿病と診断される。しばらくの間競技から離れたものの、2000年シドニーオリンピックの選考会に間に合うよう戻ってきた。この大会で、50m自由形で優勝、100m自由形で2位となりオリンピック出場を決める。特に50m自由形の優勝タイム21秒76は、10年前にトム・ジェイガー(Tom Jager)によって作られたアメリカ記録を更新するというおまけつきであった。

### シドニーオリンピック （2000年）
この勢いのまま、オリンピックでも、50m自由形で、同僚であるアンソニー・アービン(Anthony Ervin)と並んで金メダルを獲得する。リレー種目では、400mメドレーリレーで金メダルを獲得するも、アメリカが一度も他国に金メダルを譲ったことがない400mリレーでは銀メダルに終わる。このレースの前に、ホールはオーストラリアに対し、「ギターみたいにぶっ潰してやる」と挑発していた。ホールは、アンカーを務め、オーストラリアのアンカーのイアン・ソープ(Ian Thorpe)と対決した。ホールはソープに体半分のリードを保ったまま、最後のターン。リードを保っていたが、ここから、ソープが猛然と追い上げ、最後に逆転を許し、0秒17差で銀メダルに終わる。

### アテネオリンピック （2004年）
ホールは、2004年アテネオリンピックに3大会連続出場を果たし、50m自由形ではシドニー大会に続く2連続の金メダルを獲得。400mリレーでは、決勝には出場しなかったものの、予選に出場したことで銅メダルを獲得した。

### 北京オリンピック選考会（2008年）
選考会で敗れ4大会連続の出場はならなかった。あと4年間、練習のために妻や子どもたちと離れるのは難しいと話し現役引退を表明した。

## 私生活
- 2025年1月にロサンゼルスで発生した大規模な山火事（英語版）に巻き込まれ、オリンピックで獲得したメダル10個などを失ったことを公表した[1]。これに対して国際オリンピック委員会(IOC)のトーマス・バッハ会長はレプリカメダルのセットを贈ると発表した[2]。